# Deutsche Liga für Volk und Heimat
Die Deutsche Liga für Volk und Heimat (DLVH) war eine rechtsextreme Kleinpartei in Deutschland, die vereinzelt zu Landtags- und Kommunalwahlen antrat.

## Geschichte

### Die Partei-Ära
Die DLVH wurde 1991 zunächst unter dem Namen Deutsche Allianz – Vereinigte Rechte als „Sammlungsvereinigung demokratischer Patrioten“ gegründet. Dieser Name musste aufgrund einer Klage der Allianz Versicherungs-AG aufgegeben werden. Nachdem klar wurde, dass das Ziel einer „Sammlungsvereinigung“ nicht erreicht werden konnte, wurde die Organisation im gleichen Jahr als Partei gegründet. Prominentestes Gründungsmitglied war der frühere NPD-Bundesvorsitzende Martin Mußgnug. Als drei gleichberechtigte Bundesvorsitzende fungierten Rudolf Kendzia, der Europaabgeordnete und ehemalige REP-Generalsekretär Harald Neubauer und Jürgen Schützinger.
Ende 1991 gewann die Partei durch den Übertritt des DVU-Abgeordneten Hans Altermann in Bremen ihr erstes Landtagsmandat, der knapp anderthalb Jahre später jedoch der DLVH wieder den Rücken kehrte. Im selben Jahr trat bei der Landtagswahl in Rheinland-Pfalz die Wählergemeinschaft Deutsche Allianz – Heimatbündnis Rheinland-Pfalz des ehemaligen REP-Präsidiumsmitglieds Günter Zerfass an, die der DA-VR nahestand.
Bei der Landtagswahl in Baden-Württemberg 1992 erhielt die DLVH 0,5 Prozent der Stimmen.
Der 1992 in Berlin getötete Gerhard Kaindl war Berliner DLVH-Landesschriftführer.
Mitte 1993 traten dann drei ehemalige DVU-Abgeordnete aus Schleswig-Holstein (Ingo Schachtschneider, Ingo Stawitz und Karin Voß) der DLVH bei, ein halbes Jahr später auch Benvenuto-Paul Friese, ebenfalls ein ehemaliger DVU-Abgeordneter, wodurch sie mit vier Abgeordneten (dem Minimum für eine Landtagsfraktion in Schleswig-Holstein) eine eigenständige Fraktion bilden konnte. Mitte des Jahres 1995 kehrte Friese jedoch zur DVU zurück, wodurch die DLVH ihren Fraktionsstatus wieder verlor.
Bei der Landtagswahl in Schleswig-Holstein 1996 erreichte sie lediglich 0,2 % und verschwand somit in der politischen Bedeutungslosigkeit.

### Die Vereins-Ära
Im Oktober 1996 gab die DLVH ihren Parteistatus auf und ist seitdem ein Verein. 2004 erreichte sie bei der Kommunalwahl in Villingen-Schwenningen 6,2 % und somit 2 Sitze im dortigen Gemeinderat, im Kreistag des Schwarzwald-Baar-Kreises erreichte sie im selben Jahr einen Sitz. 2009 verlor sie einen der beiden Sitze im Stadtrat von Villingen-Schwenningen, konnte ihren Sitz im Kreistag jedoch verteidigen. Auch 2014 erreichte die DLVH in Stadtrat und Kreistag je einen Sitz, den Jürgen Schützinger einnahm, von 2006 bis 2013 Landesvorsitzender der baden-württembergischen NPD. 2019 verlor die DLVH ihren Sitz im Kreistag, Schützinger wurde jedoch erneut in den Gemeinderat von Villingen-Schwenningen gewählt. Er starb im Februar 2024; einen Monat zuvor hatte er angekündigt, dass die DLVH nicht mehr zur Kommunalwahl 2024 antreten werde, und eine Stimmabgabe für die AfD empfohlen. Seit dieser Wahl ist die DLVH auch auf kommunaler Ebene nicht mehr vertreten.
Im Juni 1996 gründete sich die Bürgerbewegung pro Köln als Ableger der DLVH. Aus ihr entstand die Pro-Bewegung, in der heute viele ehemalige DLVH-Funktionäre aktiv sind.

### Aktionsformen
Im März 1993 setzten drei Parteimitglieder ein Kopfgeld von 5.000 Mark für die Ergreifung einer von Abschiebung bedrohten der ethnischen Minderheit der Roma angehörenden Frau aus, die versteckt in Köln lebte. Dies führte zur Isolation der DL in Köln. In der Folge löste sich die DL in Köln auf.